# Hanamaru Yōchien
Hanamaru Yōchien (jap. はなまる幼稚園, dt. „Hanamaru-Kindergarten“) ist ein Manga, der von Yūto geschrieben und gezeichnet wird. Nach einem One Shot wurde er von September 2006 bis Oktober 2011 innerhalb des Seinen-Magazins Young Gangan, das von Square Enix herausgegeben wird, sowie in 11 Sammelbänden veröffentlicht. Im Jahr 2010 wurde der Manga als Anime-Fernsehserie mit gleichem Titel adaptiert.

## Handlung
Im Mittelpunkt der Handlung steht der Kindergärtner Naozumi Tsuchida, der in den ersten Kapiteln mit seiner Arbeit im Hanamaru-Kindergarten beginnt. Dabei muss er sich, wie auch die Eltern der Kinder, damit zurechtfinden, in einer besonderen Situation zu sein. Schließlich gilt es als ungewöhnlich, dass ein Mann in die Rolle eines Betreuers in einem Kindergarten schlüpft. Außerdem hat er mit dem Mädchen Anzu diverse Probleme, die sich in ihn verliebt und sich – von ihrer Mutter und gleichzeitig Tsuchidas früherer Klassenkameradin Sakura darin bestärkt – in den Kopf gesetzt hat, dass die beiden ein Paar werden. Er ist jedoch in die Kindergärtnerin der Nachbarklasse Nanako Yamamato verliebt. Im Kindergarten lernt Anzu zudem die sehr schüchterne Koume und die exzentrische Hiiragi kennen, die gute Freundinnen werden. Zusammen versuchen alle drei, Anzu mit Naozumi zusammenzubringen, was aufgrund der Situation und der naiven Vorstellungen von Anzu zum Scheitern verurteilt ist. Ebenso scheitert Naozumi immer wieder daran, Nanako seine Liebe zu gestehen. Grund dafür ist hauptsächlich die Unfähigkeit von Nanako, als auch ihrer Schwester, die Zuneigung anderer Personen zu ihnen zu erkennen.

## Entstehung und Veröffentlichungen
Der Manga Hanamaru Yōchien wird von dem Mangaka Yūto geschrieben und gezeichnet. Nach einem One Shot in den Ausgaben 23/2005 und 3/2006 des zweimal monatlich erscheinenden Seinen-Magazins Young Gangan, das von Square Enix herausgegeben wird, wurde die Serie von September 2006 (Ausgabe 18/2006) bis Oktober 2011 (Ausgabe 21/2011) im gleichen Magazin veröffentlicht. Die insgesamt 102 Kapitel wurden auch in elf Tankōbon-Ausgaben zusammengefasst, die vom 25. April 2007 bis zum 24. Dezember 2011 im etwa halbjährlichen Abstand von Square Enix veröffentlicht wurden. Darüber hinaus erschien am 25. Februar 2010 ein Character Fanbook (きゃらくたぁふぁんぶっく, Kyarakutā Fanbukku) mit der Bandnummer 7.5.
- Bd. 1: ISBN 978-4-7575-1999-2, 25. April 2007
- Bd. 2: ISBN 978-4-7575-2124-7, 25. September 2007
- Bd. 3: ISBN 978-4-7575-2225-1, 25. Februar 2008
- Bd. 4: ISBN 978-4-7575-2330-2, 25. August 2008
- Bd. 5: ISBN 978-4-7575-2500-9, 25. Februar 2009
- Bd. 6: ISBN 978-4-7575-2658-7, 25. August 2009
- Bd. 7: ISBN 978-4-7575-2758-4, 25. Dezember 2009
Bd. 7.5: ISBN 978-4-7575-2814-7, 25. Februar 2010 (Fanbook)
- Bd. 8: ISBN 978-4-7575-2915-1, 25. Juni 2010
- Bd. 9: ISBN 978-4-7575-3106-2, 25. Dezember 2010
- Bd. 10: ISBN 978-4-7575-3271-7, 25. Juli 2011
- Bd. 11: ISBN 978-4-7575-3457-5, 24. Dezember 2011

In Taiwan wurde der Manga von Sharp Point Press und in Hongkong und Macau von Jade Dynasty lizenziert.

## Anime
Unter der Regie von Seiji Mizushima verfilmte das Animationsstudio Gainax den Manga als Anime-Fernsehserie. Das Drehbuch wurde von Yūichirō Oguro geschrieben. Die Musik wurde von Satoshi Motoyama komponiert und arrangiert.
Vom 11. Januar 2010  bis zum 29. März 2010 wurde die zwölf Folgen umfassende Serie auf dem japanischen Sender TV Tokyo übertragen. Die Sender AT-X, TV Aichi, TV Hokkaido, TV Ōsaka, TV Setouchi und TVQ Kyushu Broadcasting begannen einen oder mehrere Tage später ebenfalls mit der Ausstrahlung.

### Musik
Im Vorspann wurde eine Kurzform des Titels Aozora Triangle (青空トライアングル) verwendet, der von Kei Shindō, Ayahi Takagaki und MAKO interpretiert wurde. Jede der Folgen hatte einen individuellen Abspann, der einen Teil der jeweiligen Handlung aufgriff und auf eine karikierend übertriebene Weise darstellte. Untermalt wurden die Abspänne von den wie folgt aufgelisteten Titeln:
1. Egao Narebete (笑顔ならべて) von Kei Shindō, Ayahi Takagaki und MAKO
2. Kigurumi Wakusei (キグルミ惑星) von Ayahi Takagaki
3. Kusa no Yubiwa Hana no Kanmuri (草の指輪 花の冠) von Erino Hazuki
4. Hatsudō!! Love Beam ☆ (発動!!らぶビーム☆) von Kei Shindō
5. Ano ne Kiite ne (あのねきいてね) von MAKO
6. Heart no Hōsoku (ハートの法則) von Shion Hirota
7. Kuro Neko no Jazz (黒ネコのジャズ) von Satoshi Hino und Shion Hirota
8. Nadeshiko Romance (撫子ロマンス) von Mariya Ise
9. Kokutō Drop (黒糖ドロップ) von Erino Hazuki und Chiwa Saitō
10. Boku no Wasuremono (僕の忘れもの) von Satoshi Hino
11. Yes, We Can!! von Kaoru Mizuhara und Naomi Wakabayashi
12. Sekai de Ichiban (せかいでいちばん) von Kei Shindō und Yōko Honna

### Synchronisation
| Rolle            | Japanischer Sprecher (Seiyū) |
| ---------------- | ---------------------------- |
| Naozumi Tsuchida | Satoshi Hino                 |
| Nanako Yamamato  | Erino Hazuki                 |
| Sakura           | Yōko Honna                   |
| Anzu             | Kei Shindō                   |
| Hiiragi          | Ayahi Takagaki               |
| Koume            | Makoto Iwamatsu              |